# 無敵鉄姫スピンちゃん
『無敵鉄姫スピンちゃん』（むてきてっきスピンちゃん）は、大亜門による日本のギャグ漫画。『週刊少年ジャンプ』2004年16号 - 27号に連載。単行本は全1巻。本項では、パイロット版となる読み切りの短編3作も同シリーズとして説明する。2015年12月からは電子書籍で発売。

## 概要
『赤マルジャンプ』2003SPRING号に読切として掲載された『スピンちゃん試作型』を皮切りに、『週刊少年ジャンプ』での読切『超便利マシーンスピンちゃん』（2003年40号）および『超便利ロボスピンちゃん』（2003年48号）とパイロット版3作を経て、2004年に連載を開始。テーマは「ダメ人間賛歌」であり、大亜門曰く「本格的なかわいい女の子メインの作品」でもある。単行本はジャンプ・コミックスより全1巻が発売された。読切作品は短編集『大亜門短編集 クレイジー大亜門道』に収録されている。
『もて塾恋愛相談』でのデビュー後に描いた『怪傑h』（かいけつエイチ）が原型。一緒の交通事故の言い逃れで自分が改造手術でサイボーグに生まれ変わったと思い込んだ青年・江一と、交通事故を起こした一緒とその孫娘の亨が織り成すヒーロー物ギャグ。一緒の設定は好評だったものの主人公のキャラクターが弱いと言われ、考えた末にかわいい少女を主体として生まれた。
ギャグ漫画のラインナップが少ない当時の『週刊少年ジャンプ』では久々のギャグ連載であり、漫画やアニメ、ゲームなどを元にした数々のパロディネタを駆使したギャグを展開したものの、2004年5月の27号にて打ち切りとなった。
大亜門の次回作である『太臓もて王サーガ』では、本作の主要人物（スピン、透瑠、一緒、モタ）がレギュラー出演しており、本作の1年後にあたる共通の世界であるというクロスオーバー化が図られている。

## 主な登場人物
スピン
博士を想う素直な幼児体型の自律思考型ロボット。目からビームを発したり体内に（いもうと）ミサイルを装備する。透瑠曰く、「コンバトラー並みに武器が多い」。オプションパーツとして消火機能やビデオカメラ（一緒の盗撮目的）を備える事も。元々は一緒が自分の野望をつっぱねた上クビにしたペガサスモーターに対する復讐（逆恨み）の為の戦闘ロボットだった。最終回で一緒の家の火事を消火する為爆発を起こし、頭部だけしか残らなかった（一応、ペロたんを代わりのボディにしている描写が見られる）。踵から伸びる電気コードにより、外出先でも充電が可能。
カバーを外した状態の単行本裏表紙では成体状態のスピンが登場（一緒の夢の中）している。
読切版「超便利ロボ」では「余り部品やクズ鉄から作られた」と、生い立ちが彼女自らの口より語られている。
名前の由来は『超電磁ロボ コン・バトラーV』の必殺技・超電磁スピンから。
部井透瑠（ぶい とおる）
ビューナス女学院高等部に入学した一緒の孫娘。過保護すぎる父から逃れるように（カバー下の単行本表紙にその様子が描かれている）レンタルロボットVに居候になった。一緒の度を越したスケベ具合や、それに従うスピンに呆れながらも、スピンに対して暖かく見守っている少女。ツッコミ担当。特徴的な癖毛で、その為髪をゴムで止めている。声が低く「洗濯板」と形容されるくらい貧乳（顔の造作も髪の色も母親似だが、ここだけ全く似ていない）。『怪傑h』では小学生の設定で名前も「亨（とおる）」となっていたが、『スピンちゃん』へのリニューアルの際に現在の設定に改められた。祖父・両親の他に伯父がいるとの事。
名前の由来はVTOLから。
部井一緒（ぶい かずお）
男の夢であるどんなエッチな要求にも応えてくれる美少女ロボット「エロボット」の開発製作に情熱を燃やす博士。スピンを創り出した人物。ロボット工学に関してだけは天才的だが、スケベで自己中心的で非常識で生活能力は皆無。かつてはペガサスモーターに勤務していたが、会社でエロボットを開発しようとしたのに加え、社内での度重なるセクハラ行為により、クビになった。エロボット製作のために多大な借金をしてしまい、デビルローンというヤミ金にまで手を出してしまった。透瑠の祖父で透瑠は再会当初は「おじいちゃん」と呼んでいたが、一緒の本性を知りすぐさま「じじい」に変わった。上述の性格から、妻（つまり透瑠の祖母）にも逃げられている。
名前の由来は『超電磁マシーン ボルテスV』の合体時の掛け声「Vトゥゲザー」から（together→一緒）。透瑠と同じく読切『怪傑h』からのコンバートキャラ。
ペロットちゃん/ペロたん
スピンのウサギのバックパックを一緒が改造したウサギ型ロボット。かわいらしい外見とは裏腹に両刀使いかつ腹黒でしかもエネルギー吸収装置を装備し、他のペットロボットのエネルギーを吸収する性質の悪いペットロボット。耳を翼にしてジェット機のように空を飛ぶ事が可能。
名前の由来は『超電磁ロボ コン・バトラーV』の脳波計測ロボット「ロペット」と江崎グリコのチョコ菓子「ペロタン」。
入田恩（はいるだ めぐみ）
一緒の友人で引きこもりのダメ人間。普通の女性と話をしたい為女性ロボットのレンタルのために一緒の店に来た。中学生時代に負ったトラウマにより、女性に冷たい目で見られると暴れ出し、両乳首を押されないと平常心を取り戻せないという癖の持ち主。「ばくぅ」ちゃんという犬を飼っておりその時だと普通に女性と話せる。単行本裏表紙（カバーをはずした状態）では一緒の家にて一緒に昼寝している。
モデルは『ゲッターロボG』のゲッターポセイドンで、名前の由来は『マジンガーZ』の合体時の掛け声「パイルダーオン」から。
愛犬「ばくぅ」の名前の由来は『機動戦士ガンダムSEED』シリーズに登場する四足獣型MS「バクゥ」。
部井佐蔭（ぶい さいん）
部井一緒博士の息子で透瑠の父。一応は常識人ではあるが、娘に対してはかなり過保護で心配性（これに対してはさすがに一緒も頭を悩ませている）。またかなりのマゾヒストでもある。名前の由来はVサインから。
透瑠の母
本名は不明。こちらも一応常識人ではあるのだが、極度のサディストでいつもムチを持ち歩いているらしい。最終回での佐蔭とのSMプレイが次回作『太臓もて王サーガ』での透瑠の人格形成の引き金となる。
笛井戸雷電（ふえいど らいでん）
ビューナス女学院の学院長。普段は「ランちゃん」と呼んで欲しいと頼んでいる。体格は非常に良いのだがかなり乙女チックなところがある。男の愛人（武竜牙）がいた。名前の元ネタは『勇者ライディーン』の掛け声「フェードイン」とライディーンから。
デビルローンの借金取り
闇金融業者「デビルローン」から派遣されてきた取り立て屋。二枚目風の男として登場したがこれは変装であり、一緒の姿を見るなり左の頬に傷のある丸刈りの強面ヤクザの正体を現した。極度の「妹萌え」でスピンに惚れてしまい、借金のカタにしようとしていた。読切版にも登場（顔の疵が左目部分についている）。
名もなきダメ男
商店街のビルから飛び降りを図った自殺志願者。一流大学に合格したのに誰も合格祝いをくれなかったため（クラスメイトは三流大学なのにクルマを買ってもらった）に自殺を図ったという。説得に現れたスピンの素朴な疑問に追い詰められ、死のダイブを敢行。直後のスピンの救助活動により一応救出された。
白鳥父娘（しらとりおやこ）
一緒の店に家庭用警備ロボットをレンタルしに来た父と、それを扱う娘。しかし娘のほうはとても警備ロボットを必要としていないような体格をしており、父のほうは正拳突きをしただけで骨折してしまうほどに貧弱な体である。実家に空き巣が入ってしまいレンタルどころではなくなってしまう。
恵野大五郎（めぐみの だいごろう）
キャンベル消防局・レスキューロボット審査の案内人。喋り方が淡々としている。
名前の由来は『め組の大吾』から。
刈場翼（かりば つばさ）
大手ロボットメーカー「ペガサスモーター」兼直営レンタル・リース直営店「スターアロー」社員。嫌味ったらしい自信家で根に持つ性質。専務の父がいてその父と一緒とはロボット製造の工程で因縁があった。キャラクター名の由来は『聖戦士ダンバイン』のウイングキャリバーで、キャラクターのモデルはビルバイン（その父はダンバインがモデル）。会社の名前の由来は『聖闘士星矢』の「ペガサス星矢」と、『鉄腕アトム』の天馬博士から。
銀鈴（しろがね りん）
ビューナス女学院教諭。学校で元気のない透瑠の家庭での様子を見る為に一緒の家に家庭訪問に来た。かなり天然である。名前の元ネタはOVA『ジャイアントロボ THE ANIMATION -地球が静止する日』の銀鈴。
武竜牙（たけ りゅうが）
大手ロボット製造会社「武コーポレーション」社長の息子。雷電（ランちゃん）の元彼だった男。
名前の由来は『勇者ライディーン』の重戦闘機・ブルーガーと、『DEATH NOTE』のLの偽名の一つ「流河旱樹（りゅうが ひでき）」から。

### 読切版の登場人物
日比木静（ひびき しずか）
「試作型」に登場。スピンたちの住むアパートの管理人。ママさんバレーをたしなんでいる。次回作にも登場。
仏像を背負うおばあちゃん
「試作型」に登場。80代で、自分を手伝わずに傍でがなり立てられるよりも年寄り扱いされるのを嫌う。70年続けた応援は非常に上手で「奇跡を呼ぶ勝利の女神」を自称しているが、彼女が言う“応援に一番大切な事”は今ひとつはっきりしない。
受験生・伸司とその母
「超便利ロボ」に登場。受験生で、厭な事があると屋根に上る。母は家庭教師用のロボットを捜しに「レンタルロボットV」にやってきたが、スピン（一緒）の無茶苦茶な教え方に困惑する。元ネタは『新世紀エヴァンゲリオン』の碇シンジで、母親も碇シンジの母である碇ユイ。
嶋本純（しまもと すみ）
「超便利マシーン」に登場。スピンが幼い頃の自分に似ている。今は性転換して男性になり名前も「純一」となった。元ネタは声優の島本須美。
嶋本和彦（しまもと かずひこ）
「超便利マシーン」に登場。純（純一）の弟。スピンが純にそっくりな事を知り、スピンをレンタルする為に母といっしょに来た。元ネタは漫画家の島本和彦。
純の祖父
「超便利マシーン」に登場。半分ボケかかっていて、純がいなくなった（性転換して男になった）ことを認めようとしないどころか、純に男がいると勘違いしてスピンの首を絞めようとした。

## スピン・驚異のメカニズム
メガビーム
荷電粒子砲。両眼「イノセントアイ」より発射される。エネルギー消費が激しいので乱発は出来ない（残量が僅かな時には『ジャンプじゃ出しちゃいけない他誌』が出てしまう）。元ネタはデ・ジ・キャラットの「目からビーム」から。
いもうとミサイル
胸部・腹部が展開、内蔵された小型ミサイルを一気に浴びせかける。一緒曰く「相手の弱点を突いた見事な属性攻撃」。
アンカーパンチ
腕を発射する。有線式なので拾いに行く面倒が無い。
元ネタは『超電磁ロボ コン・バトラーV』のバトルマシン3号機・バトルタンクの武装であるアンカーナックル。
ハイドロキャノン
ファイヤーファイターパーツに換装したスピンの前頭部より発射される高圧水流。フェニックス一機を彼方まで吹き飛ばした（本来の使い方ではない）。
サニーソーサー
外した後に（絵に描いた太陽光（サニー）をイメージしたような）6枚の刃が飛び出した、右胸部のブレストパネルを投げつける。
元ネタは『UFOロボ グレンダイザー』の武器・スピンソーサーと、大リーガーのサミー・ソーサ。
超便利ヨーヨー
左胸部のブレストパネルを取り外すと、ナイフやハサミや缶切りが飛び出す。実際はただの十徳ナイフである。
元ネタは『コン・バトラーV』の武器・超電磁ヨーヨー。
自爆
スピン最後の切り札。自らの不始末により出火したレンタルロボットVを、周囲数世帯を巻き添えに吹き飛ばして鎮火した。

### 読切版のメカニズム
超エンピタツマキ
「試作型」で発動。肘（エンピ）を曲げて上腕部に内蔵されたプロペラを回転させ、竜巻を起こす。寒い。
元ネタは『超電磁ロボ コン・バトラーV』の武器・超電磁タツマキ。
超元気スピン
「試作型」で発動。腕を天に突き出し上半身を高速回転させドリル状になって突撃する技のはずが、過度の遠心力によって生じた負荷にボディが耐え切れず、跳び上がった拍子に五体バラバラになってしまう。
元ネタは同じく『超電磁ロボ コン・バトラーV』の必殺技・超電磁スピン。
超音波攻撃
「試作型」で発動。音量のリミッターを外して大きな声で応援し、アパート一つを全壊させるほどの威力を持つ。
UBミサイル（ユービーミサイル）
「超便利ロボ」で発動。その名の通り指からミサイルを発する技。
ドリルヌンチャク
「超便利マシーン」で登場。サイドヘアーを取り外すとヌンチャクになる。周りをよく見ず振り回すと大変危険である。

## 登場するロボット
ナビ太くん
10円で目的地までの地図をプリントアウトしてくれるナビゲーションロボット。元ネタは『ドラえもん』の野比のび太。
ひざ枕ロボット・ワイフノン
一緒の新作。利用者の頭の形状に応じて脚の開き具合を自動調節可能。熱っぽい時にはその乳房（保冷剤入り。詰め過ぎは死を意味する）が氷嚢の役目を果たし、更には耳掻き機能（終わった後には耳に息を吹きかけてくれる）をも搭載した「ハイテクの無駄遣い」。
ネーミングは「ダッチワイフ」+「アイスノン」（白元の保冷枕の商品名）。
アカギのゴリラタンク
デビルローンの取立屋が一緒の借金取立ての実力行使のために使用した作業用パワーアームロボット。ネーミングの由来は『SLAM DUNK』の赤木剛憲と彼がダンクするときの名称「ゴリラダンク」。
スピンのダミー
スピンの代わりに借金のカタに使用したロボット。頭のネジがトラスではなく皿になっているのを、ネジマニアな取立屋には一瞥の下に見破られてしまう。
元ネタはファミコン周辺機器のファミコンロボ。
ビューナス女学院警備ロボット
ビューナス女学院に設置されている警備用ロボット。生徒手帳をロボットの腹部に提示する事によって（家族連れの場合提示した人数分だけ）学院の中に入る事が可能。
スピードセンサーロボット
ビューナス女学院に設置されている、廊下を走るのを戒めるためのロボット。一定以上の速度に達するものが通ると口からビームを発射する。聖母マリア像がモデルで、初期設定では子供を投げつけるものだったが、担当に却下された。
おしり出して下さい
便秘がちな女性の為にと一緒が用意した浣腸ロボット。持っているのが家畜にでも使うような大型シリンジ浣腸器だった為に、女性客には汚い物を見るような目をして逃げられてしまう。
フェニックス一機
ペガサスモーター製の自律型レスキューロボット。炎の中から甦るというフェニックスがモチーフ。ネタ元は『聖闘士星矢』のフェニックス一輝。
オクトパス
南四谷原製作所の遠隔操作型レスキューロボット。モチーフは何のひねりも無くタコ。
社名の由来は「超電磁ロボ コン・バトラーV」の南原・四ッ谷両博士。
自律思考型コミュニケーションロボット・マチムちゃん
女性と話せない入田恩の為に、一緒が引っ張り出してきた秘密兵器。車椅子に座っているが、その不自然なくらい奥行きのある背もたれ部分の裏では、スピンが回線を接続されている。またの名を「スピン　もうひとりの私」。
名前の由来は「もう一人の僕」ことアテム（闇遊戯）。
アイアンシェフ
ペガサスモーター製の料理ロボット。元ネタは『料理の鉄人』。
美化チュウ
ペガサスモーター製の掃除ロボット。元ネタはピカチュウ。
ウォッシュ！オラ土偶！
ペガサスモーター製の洗濯ロボット。元ネタは『ドラゴンボール』の孫悟空と遮光器土偶。
アストロロボ・モタ
ペガサスモーターの看板スターである、世界初の自律思考型ロボット。瓦100枚割りの腕力を持ち、射撃は百発百中（すぎて面白味に欠ける）。礼儀正しく素直でナイーブな優等生的性格。だが彼に組み込まれているAIには、ペガサスの社会的信用を奈落の底まで失墜させかねない秘密があった。
その後、若干すれた性格となって『太臓もて王サーガ』に新入生の茂太郎として再登場を果たした。
名前の由来は『アストロロボSASA』と、『鉄腕アトム』の「アトム」をローマ字で逆から読んだもの（ATOM→MOTA）で、デザインはそのアトムと『ドラゴンボール』の孫悟空を足して2で割ったもの。
ミーアちゃん
ウサギ型ペットロボット。飼い主が目を離した僅かの隙に、ペロたんのエネルギー吸収機能の餌食となってしまう。ペロたん曰く「味はイマイチだった」。
名前の由来は『超電磁ロボ コン・バトラーV』に登場するキャンベル星第一次侵攻軍の休息区司令・ミーアから。
ひとりで穿けないもん
パンツを穿かせる為だけのロボット。腰を曲げずにパンツを穿けるから腰痛持ちにならない、らしい。元ネタは『ひとりでできるもん!』から。
リューくん
武竜牙が操る武コーポレーションの戦闘（バトル）ロボット。ロボットバトルグランプリで3位の実力を持つ。元ネタは『DEATH NOTE』の死神リュークで、攻撃技「デスノーズ」はボボボーボ・ボーボボの鼻毛真拳。

### 読切版のロボット
以下全て『超便利マシーン』に登場。
先輩タオルどうぞ
洗顔後にタオルを差し出すだけのロボット。
けっこう背中広いね さすが男子
お風呂で背中を流してくれるロボット、風呂あがりにはタオルを差し出してくれる。
もう…ドジなんだから。
怪我したところを口に含んで消毒してくれるロボット。タオルを出してくれる。

## 書誌情報
全て著者は大亜門、発行は集英社のジャンプ・コミックスより。
- 『無敵鉄姫スピンちゃん』2004年9月8日 ISBN 4-08-873656-7
- 『大亜門短編集 クレイジー大亜門道』2007年8月8日 ISBN 4-08-874448-9